# Kurt Angermann
Kurt Angermann (* 31. März 1898 in Klaushagen, Kreis Regenwalde; † 28. März 1978 in Recklinghausen) war ein deutscher Verwaltungsjurist.

## Leben
Angermann nahm von 1915 bis 1918 am Ersten Weltkrieg teil. Ab 1919 studierte er an der Universität Greifswald Rechtswissenschaft. Anfang 1919 trat er dem VDSt Greifswald im Verband der Vereine Deutscher Studenten bei. 1920 wechselte er an die Albertus-Universität Königsberg. Nach Zwischensemestern war er ab 1921 Gerichtsassessor. Von 1923 bis 1926 war er Regierungsreferendar in Gumbinnen, beim Landrat in Angerburg und in Pillallen, beim Finanzamt Angerburg und beim Polizeipräsident in Königsberg. 1926–1930 war er Regierungsassessor in Königsberg, beim Landrat in Recklinghausen und beim Staatskommissar zur Stützung des ostpreußischen Gütermarkts in Königsberg. Ab 1930 war er Regierungsrat bei der Regierung in Königsberg und beim Oberpräsidenten Niederschlesiens. Zum 1. Juli 1932 trat er der NSDAP bei (Mitgliedsnummer 1.200.808). Für diese engagierte er sich als Gauhauptstellenleiter. Ab 25. März 1933 war er Vizepräsident der Regierung in Königsberg und Abteilungsleiter für das Kirchen- und Schulwesen in Gumbinnen. Im April 1933 wurde er dem Regierungspräsidenten zugeteilt. Er war mit Hermann Bethke Mitglied des „Königsberger Kreises“, einer Art „Denkfabrik“ von Gauleiter Erich Koch. 1939 wurde er Vertreter des Regierungspräsidenten in Königsberg. Ab Mai 1941 wurde er zunächst kommissarisch, zum 1. November 1941 endgültig zum Regierungspräsident in Königsberg ernannt. Als qualifizierter Jurist und Verwaltungsmann diente er als Nahtstelle zwischen Verwaltung und NSDAP bis 1945. Nach dem Zweiten Weltkrieg war er Kreisdirektor in Recklinghausen.
Der deutsche Autor und Regisseur Joachim Hoell, geboren 1966, ist sein Enkel.